# Björn Vleminckx
Björn Vleminckx (* 1. prosince 1985, Boom, Belgie) je belgický fotbalista, který hraje na pozici útočníka. Momentálně působí v tureckém klubu Kayseri Erciyesspor.

## Klubová kariéra
Působil v belgických klubech KSK Beveren, KV Oostende, KV Mechelen, Club Brugge KV, v nizozemském NEC Nijmegen, tureckém klubu z Ankary Gençlerbirliği SK a dalším tureckém celku Kayseri Erciyesspor.
V sezóně 2010/11 se stal v dresu NEC Nijmegen nejlepším střelcem Eredivisie s 23 vstřelenými brankami.

## Reprezentační kariéra
Vleminckx působil v belgických reprezentačních výběrech U19, U20 a U21.
V A-mužstvu Belgie debutoval 11. srpna 2010 v utkání proti domácímu Finsku, které skončilo porážkou belgického mužstva 0:1.